# Jimena Menéndez-Pidal
Jimena Menéndez-Pidal Goyri (Madrid, 31 de enero de 1901-Madrid, 15 de marzo de 1990) fue una maestra y pedagoga española, cofundadora junto a Carmen García del Diestro y Ángeles Gasset del Colegio Estudio.

## Biografía
Hija de María Goyri, investigadora y profesora de literatura, y de Ramón Menéndez-Pidal, filólogo e historiador, se formó en la Institución Libre de Enseñanza (ILE). En esta última institución, acudió a las clases de Francisco Giner de los Ríos y Manuel Bartolomé Cossio, quienes marcarían su trayectoria.
Cursó estudios universitarios en la Universidad Central de Madrid, donde conoció a María de Maeztu y obtuvo la Licenciatura en Filosofía y Letras. Colaboró activamente en la labor investigadora desarrollada por sus padres, María Goyri y Ramón Menéndez-Pidal, en el Archivo del Romancero. De estos trabajos de investigación destacan los realizados sobre los Romances El Conde Niño y Auto de Navidad. Sin embargo, a diferencia de su madre, María Goyri, que compaginó su labor investigadora filológica con su vocación pedagógica, Jimena Menéndez-Pidal decidió dedicar su vida a la enseñanza.
Comenzó su actividad pedagógica en el Instituto-Escuela, donde fue profesora de Juegos, siendo nombrada directora de la sección de Párvulos en 1933, cuando se trasladó a su nueva sede en la Colina de los Chopos. Allí comenzó a investigar sobre las posibilidades pedagógicas del teatro como método de expresión en los niños y de conocimiento de la literatura.
Estuvo casada con el científico Miguel Catalán Sañudo, espectroscopista de reconocido prestigio internacional, con quien tuvo un hijo, Diego Catalán Menéndez-Pidal. Falleció el 15 de marzo de 1990 en Madrid.

### Colegio Estudio
Terminada la guerra civil, los colegios liberales fueron clausurados, lo que impulsó a varias intelectuales, como Jimena Menéndez-Pidal, Ángeles Gasset, Carmen García del Diestro y otras profesoras, como la historiadora del arte María Elena Gómez Moreno, a crear un grupo feminista de gran altura intelectual orientado a la formación de la nueva juventud con el objetivo de regenerar la sociedad española. En 1940, Jimena, Ángeles y Carmen, las "tres grandes" como las llamaban los alumnos, crearon con gran esfuerzo el Colegio-Estudio, heredero del desaparecido Instituto-Escuela, inspirado en el ideario pedagógico de la Institución Libre de Enseñanza. Jimena Menéndez-Pidal fue el alma y centro del Colegio-Estudio, en el que desarrolló su labor pedagógica convirtiéndose en el paradigma de la profesora ejemplar. Fue directora desde 1940 a 1990.
A lo largo del tiempo, fue la impulsora del crecimiento del Colegio-Estudio, que fue ganando fama de una educación de gran calidad en un período, el franquismo, carente de un modelo pedagógico moderno. En la década de 1980, ya octogenaria, inició el proceso de reforma del sistema pedagógico y organizativo del Colegio Estudio, con nuevos métodos, recursos y actividades, que le permitieron mantener la vigencia y prestigio del centro.

## Reconocimientos
En 1981, le fue concedida la banda de la Orden Civil de Alfonso X el Sabio, como premio a su inestimable labor educativa, que le fue impuesta por el ministro de Educación, Juan Antonio Ortega.